# Baltic League 2010/11
Die Baltic League 2010/11 war die sechste Saison des Fußballwettbewerbs für baltische Vereinsmannschaften. Offiziell trägt die Liga den Namen TrioBet Baltic League. Sie startete am 21. September 2010 und endete am 18. Juni 2011.

## Modus
An der Baltic League nehmen wie in der Vorsaison jeweils die fünf bestplatzierten Teams der estnischen Meistriliiga, der lettischen Virslīga und der litauischen A Lyga teil. Das Land aus dem Sieger der letzten Spielzeit 2009/10 stellt sechs Teams, in dieser Saison ist es Lettland aufgrund des Sieges vom FK Ventspils. Das Turnier wird in einem reinen K.-o.-System mit Hin- und Rückspiel ausgetragen. Bei Torgleichheit entscheidet die Auswärtstorregel, das abschließende Finale wird in einem einzigen Spiel entschieden.

## Teilnehmer
Am 22. August 2010 fand die Auslosung im Olympiazentrum von Riga statt, die 16 teilnehmenden Vereine wurden anhand ihrer Ligaposition in vier Lostöpfe eingeteilt.
Bei den Teilnehmern aus Estland gab es keine Veränderungen zum Vorjahr. Auch die litauischen Teilnehmer sind nahezu unverändert. Da in diesem Jahr jedoch eine Mannschaft weniger gemeldet werden konnte, blieb diesmal Vėtra Vilnius außen vor, die vom nationalen Ligaspielbetrieb ausgeschlossen wurden. Aus Lettland waren SK Blāzma und JFK Olimps zum ersten Mal dabei. Diese belegten in der Liga zwar nur den siebten und achten Platz, allerdings wurden sowohl der Viertplatzierte FC Daugava Daugavpils als auch der Sechstplatzierte FK Jelgava für diese Saison nicht berücksichtigt.
Das Eröffnungsspiel der Saison 2010/11 trug der FC Flora Tallinn im Heimspiel in der A. Le Coq Arena gegen den FK Sūduva Marijampolė aus, welches mit 2:1 gewonnen wurde. Der Titelverteidiger FK Ventspils verlor sein Hinspiel gegen JK Nõmme Kalju mit 1:2, gewann jedoch das Rückspiel im heimischen Ventspils Olimpiskais Stadions mit 4:1.

## Achtelfinale
Die Hinspiele im Achtelfinale wurden zwischen dem 21. September und 10. Oktober 2010 ausgetragen, die Rückspiele zwischen dem 10. Oktober und 11. November 2010.
|                  | Gesamt    |                       | Hinspiel | Rückspiel |
| ---------------- | --------- | --------------------- | -------- | --------- |
| FC Flora Tallinn | (a)4:4(a) | Sūduva Marijampolė    | 2:1      | 2:3       |
| JK Trans Narva   | 5:6       | FC Šiauliai           | 5:1      | 0:5       |
| JK Nõmme Kalju   | 3:5       | FK Ventspils          | 2:1      | 1:4       |
| FK Jūrmala-VV    | 3:2       | JK Kalev Sillamäe     | 1:2      | 2:0       |
| SK Blāzma        | 3:6       | FC Levadia Tallinn    | 0:1      | 3:5       |
| JFK Olimps       | 0:4       | Ekranas Panevėžys     | 0:1      | 0:3       |
| Tauras Tauragė   | 2:3       | Skonto Riga           | 2:3      | 0:0       |
| Banga Gargždai   | 2:4       | FK Liepājas Metalurgs | 1:0      | 1:4       |

## Viertelfinale
Die Hinspiele im Viertelfinale fanden am 5. und 6. April 2011 statt, die Rückspiele  am 19. und 20. April 2011.
|                  | Gesamt |                       | Hinspiel | Rückspiel |
| ---------------- | ------ | --------------------- | -------- | --------- |
| Skonto Riga      | 4:2    | Ekranas Panevėžys     | 1:1      | 3:1       |
| FC Šiauliai      | 1:0    | FC Levadia Tallinn    | 0:0      | 1:0       |
| FC Flora Tallinn | 0:5    | FK Ventspils          | 0:1      | 0:4       |
| FK Jūrmala-VV    | 2:6    | FK Liepājas Metalurgs | 1:1      | 1:5       |

## Halbfinale
Die Hinspiele fanden am 3. und 4. Mai statt, die Rückspiele am 24. und 25. Mai 2011.
|             | Gesamt |                       | Hinspiel | Rückspiel |
| ----------- | ------ | --------------------- | -------- | --------- |
| FC Šiauliai | 0:4    | FK Ventspils          | 0:2      | 0:2       |
| Skonto Riga | 6:0    | FK Liepājas Metalurgs | 5:0      | 1:0       |

## Finale
Das Finale wurde am 18. Juni 2011 ausgetragen.
| FK Ventspils                                                | FK Ventspils | Skonto Riga | Skonto Riga |
| ----------------------------------------------------------- | --- | --- | ----------- |
| FK Ventspils                                                | \| 18. Juni 2011 in Ventspils (Ventspils Olimpiskais Stadions) \| \| Ergebnis: 1:1 n. V. (0:0), 5:6 i. E. \| \| Zuschauer: 2.000 \| \| Schiedsrichter: Nerijus Dunauskas ( Litauen) \| | \| 18. Juni 2011 in Ventspils (Ventspils Olimpiskais Stadions) \| \| Ergebnis: 1:1 n. V. (0:0), 5:6 i. E. \| \| Zuschauer: 2.000 \| \| Schiedsrichter: Nerijus Dunauskas ( Litauen) \| | Skonto Riga |
| FK Ventspils                                                | Aleksandrs Vlasovs – Jewgeni Postnikow, Evgenijs Kosmačovs (71. Minori Satō), Igors Savčenkovs – Oļegs Laizāns, Eduard Sukhanov, Naoya Shibamura, Ahmed Abdultaofik, Vladimirs Bespalovs (41. Vladislavs Gabovs), Ritvars Rugins, Michel Maki Mvondo (56. Federico Martínez) Cheftrainer: Sergei Podpaly ( Russland) | Germans Malinš – Renārs Rode, Vitālijs Smirnovs – Juris Laizāns, Deniss Kačanovs, Aleksandrs Fertovs, Igors Tarasovs, Ruslan Mingazov (120. Vladimirs Koļesņičenko), Armands Pētersons (95. Andrejs Siņicins), Nathan Júnior, Artūrs Karašausks (88. Valērijs Šabala) Cheftrainer: Marians Pahars ( Lettland) | Skonto Riga |
| FK Ventspils                                                | 1:1 Naoya Shibamura (109.) | 0:1 Valerijs Šabala (100.) | Skonto Riga |
| FK Ventspils                                                | Deniss Kačanovs, Valerijs Šabala | | Skonto Riga |
| 18. Juni 2011 in Ventspils (Ventspils Olimpiskais Stadions) | | |             |
| Ergebnis: 1:1 n. V. (0:0), 5:6 i. E.                        | | |             |
| Zuschauer: 2.000                                            | | |             |
| Schiedsrichter: Nerijus Dunauskas ( Litauen)                | | |             |

## Torschützenliste
| Rang | Name                   | Verein             | Tore |
| ---- | ---------------------- | ------------------ | ---- |
| 1    | Eduards Višņakovs      | FK Ventspils       | 4    |
| 1    | Artūrs Karašausks      | Skonto Riga        | 4    |
| 2    | Felipe Lemos Rodrigues | JK Trans Narva     | 3    |
| 2    | Oļegs Žatkins          | FK Ventspils       | 3    |
| 3    | Ričardas Beniušis      | Sūduva Marijampolė | 2    |
| 3    | Marius Bezykornovas    | JK Trans Narva     | 2    |
| 3    | Paulius Janušauskas    | FC Šiauliai        | 2    |
| 3    | Jüri Jevdokimov        | JK Nõmme Kalju     | 2    |
| 3    | Tarmo Neemelo          | FC Levadia Tallinn | 2    |
| 3    | Felipe Nunes           | FC Levadia Tallinn | 2    |
| 3    | Karl Palatu            | FC Flora Tallinn   | 2    |
| 3    | Deniss Rakeļs          | Liepājas Metalurgs | 2    |
| 3    | Alans Siņeļņikovs      | Skonto Riga        | 2    |
| 3    | Jevgēņijs Golovins     | Liepājas Metalurgs | 2    |
| 3    | Vladimirs Kamešs       | Liepājas Metalurgs | 2    |
| 3    | Vladimirs Bespalovs    | FK Ventspils       | 2    |
| 3    | Ruslan Mingazov        | Skonto Riga        | 2    |